# LUCIFER (SUGIZOの曲)
「LUCIFER」（ルシファー）は、SUGIZOの楽曲で、1枚目のシングル。1997年7月9日に、ポリドール・レコード/CROSSから発売された。
規格品番：PODH-1368。
LUNA SEAのギタリスト・SUGIZOのソロデビュー・シングル。オリコンチャートトップ10入りを果たした。

## 収録曲
全作詞・作曲・編曲：SUGIZO
1. LUCIFER[4:47]
2. Le Fou（Instrumental）[3:59]
  - 制作当時は制作環境にPro Toolsがなく、アルペジオを弾き切っている曲。実際には途中で息切れしパンチインしている部分もあるという。今だったらPro Toolsでペーストしたくなると本人がコメントしている[2]。
3. BEAUTY[5:44]